# Pteroptochos
Pteroptochos es un género de aves paseriformes perteneciente a la familia Rhinocryptidae, que agrupa a tres especies que habitan desde el norte al sur de Chile, y sobre una franja fronteriza adyacente de la Argentina. Son conocidas vulgarmente como huet-huets o turcas.

## Etimología
El nombre genérico femenino «Pteroptochos» deriva del griego «pteron»: ala, y «ptōkhos»: pobre; significando «de pocas alas».

## Lista de especies
Según el orden filogénico de la clasificación del Congreso Ornitológico Internacional (IOC, versión 6.2, 2016) y Clements Checklist v.2015, el género agrupa a las siguientes especies con el respectivo nombre popular de acuerdo con la Sociedad Española de Ornitología (SEO):
- Pteroptochos castaneus Philippi & Landbeck, 1864 - huet-huet gorgicastaño;
- Pteroptochos tarnii (King, 1831) - huet-huet gorginegro;
- Pteroptochos megapodius Kittlitz, 1830 - huet-huet turca.

## Distribución
En Chile habitan desde el norte árido (Región de Atacama) hasta el sur (Región del Bío-Bío).
En Argentina se distribuyen en valles boscosos del cordón andino de la patagonia argentina desde el noroeste de la provincia del Neuquén, hasta el parque nacional Los Glaciares, en el sudoeste de la provincia de Santa Cruz.

## Hábitat
Sus hábitats característicos van desde arbustales áridos con rocas y cactáceas hasta el bosque valdiviano de angiospermas siempreverdes, de hojas anchas y brillantes (laurifolias), pasando por bosques con diversas especies de hayas del sur tanto perennes como caducifolias.

## Características
Las aves de este género son espléndidas, de patrón de plumaje atractivo, grandes, miden entre 24 y 25 cm. Tienen piernas largas y tarsos muy grandes y fuertes con largas garras.

### Nidificación
Sus nidos los construyen en cortes de terrenos, entre rocas o cerca de algún curso de agua.

### Alimentación
Las especies de Pteroptochos se alimentan de pequeños animales que capturan en el piso del bosque, revolviendo la hojarasca; al hacerlo, suelen llevar la cola erguida.

## Conservación
La Unión Internacional para la Conservación de la Naturaleza (IUCN) clasifica a las especies de este género como de Preocupación menor.

## Taxonomía
Los estudios de genética molecular de Ericson et al., 2010 confirman la monofilia de la familia Rhinocryptidae y sugieren la existencia de dos grandes grupos dentro de la misma, de forma muy general, el formado por las especies de mayor tamaño, al que pertenece el presente, y el integrado por las especies menores. Ohlson et al. 2013 proponen la división de la familia en dos subfamilias. El presente género pertenece a una subfamilia Rhinocryptinae Wetmore, 1930 (1837), junto a Scelorchilus, Liosceles, Psilorhamphus, Acropternis, Rhinocrypta y Teledromas.